# پرسی بارنفادر
پرسی بارنفادر (انگلیسی: Percy Barnfather; ۱۷ دسامبر ۱۸۷۹ – ۱۸ دسامبر ۱۹۵۱) بازیکن فوتبال اهل بریتانیا بود.
وی همچنین برندهٔ جوایزی همچون صلیب نظامی شده‌است.
از باشگاه‌هایی که در آن بازی کرده‌است می‌توان به باشگاه فوتبال بارنزلی، باشگاه فوتبال مرثر تاون، باشگاه فوتبال نوریچ سیتی، و باشگاه فوتبال گیلینگام اشاره کرد.